# Шевелёв, Денис Александрович
Дени́с Алекса́ндрович Шевелёв (род. 18 июня 1981) — российский футболист, защитник.

## Карьера
В 2001—2003 годах выступал за «Металлург-Метизник», затем пополнил ряды челябинского «Зенита». В 2006 году подписал контракт с иркутской «Звездой», но по ходу сезона перешёл в «Газовик». В 2007 году перешёл в могилёвский «Днепр», за который отыграл один сезон в Высшей лиге Белоруссии, сыграв 23 матча. В 2008—2009 годах выступал за «Машук-КМВ», после чего пополнил ряды учалинского «Горняка». 2010 год провёл в ставропольском «Динамо» и тверской «Волге». В сезоне 2011/12 защищал цвета клуба «Металлург-Кузбасс». В 2012 году подписал контракт с клубом «Тюмень».

## Достижения
- Победитель зоны «Восток» Второго дивизиона: 2011/12.
- Серебряный призёр зоны «Урал-Поволжье» Второго дивизиона (2): 2006, 2009